# Ецлинг
Ецлинг (фр. Etzling) насеље је и општина у североисточној Француској у региону Лорена, у департману Мозел која припада префектури Форбаш.
По подацима из 2011. године у општини је живело 1126 становника, а густина насељености је износила 227,94 становника/km². Општина се простире на површини од 4,94 km². Налази се на средњој надморској висини од 350 метара (максималној 386 m, а минималној 265 m).

## Демографија
| 1962. | 1968. | 1975. | 1982. | 1990. | 1999. | 2011. |
| ----- | ----- | ----- | ----- | ----- | ----- | ----- |
| 769   | 862   | 901   | 856   | 1.094 | 1.188 | 1.126 |

График промене броја становника у току последњих година